# Huskvarna Södra IS
Huskvarna Södra IS bildades 1930 och är ett idrottssällskap i Huskvarna i Jönköpings kommun. Bland grenar på programmet kan nämnas fotboll (damer) och bordtennis, där damerna vann svenska lagmästerskapet 1970 och 1972. Hjärttorpsvallen vid Tenhultsvägen i södra delen av staden var under många år klubbens hemmaarena. I fotbollen gick herrarna 1987 samman med Husqvarna IF och bildade Husqvarna FF.
Under tidigt 1970-tal hade också framgångar inom damfotboll., där man även spelade i Sveriges högsta division 1978 och 1979.